# 太陽に向かって
『太陽に向かって』（たいようにむかって）は、2003年1月11日～3月16日に渡って韓国SBSより放送されたテレビドラマ。全20話。クォン・サンウの初主演作品でもある。
日本国内の関連メディアとして、ポニーキャニオンよりDVD-BOX、OSTが、竹書房よりノベライズが発売されている。

## 登場人物
カン・ソンミン
演 - クォン・サンウ
海軍大尉。両親が幼い頃に他界し、以後妹とふたりきりに。勤務中は私情を持ち出さない、1本筋の通った真面目な熱血漢だが、スジンの前では三枚目な性格が出てしまう。スジンの入院をきっかけに、ヘリンに一目惚れする。単純・無知・自己中・過激（タンムジカ）とスジンにあだ名をつけられる。
チョン・ヘリン
演 - ミョン・セビン
外科医。1年前に最愛の人・ウジンを交通事故で亡くし、以来仕事一徹に。その後も心の傷となっている。極度の花粉アレルギー。特にユリが苦手。亡きウジンがプレゼントしてくれたヒマワリのペンダントが宝物。
キム・ジェヒョン
演 - チョン・テウ
兵役任務中の水兵。ソンミンの部下。口が達者で無類の女好きの軟派者。休暇で訪れたクラブでスジンと出会う。当初は遊びのつもりだったが、スジンと付き合うことに。日を重ねる後とに、スジンを本気で愛するようになる。パソコンとテレビゲームが好きで、手先が器用。
カン・スジン
演 - キム・ジョンファ
ソンミンの妹。兄同様の気性で、かなりのおてんば娘だが、兄思いで、勤勉な医学部学生。盲腸で入院した際、スンハが担当医だった。退院祝いに訪れたクラブでジェヒョンと出会う。ジェヒョンの軟派な性格を知らずに付き合うようになるが、出会いの印象からか、彼にぞっこん。
イ・スンハ
演 - チョン・ソンファン
大病院の息子。ヘリンの先輩でもあり、次期院長に有力視されている。ウジンと付き合う前からヘリンのことが好きで長いことアプローチするも、軽くいなされている。ソンミンの登場を良く思わず、何かと妨害策に出る。過去のウジンの事故に関与している噂がある。
ソン・ギチョル
演 - チョン・ソヨン
海軍中尉。行動派なソンミンと対照的で気が合わない。スンハの後輩。
ユ・ボナ
演 - イ・ユジン
美容師。ヘリンの元恋人・ウジンの妹。美容院兼自宅に、ヘリンと共に暮らす。ウジンの他に姉が1人いるが、駆け落ちをした挙句、子供を連れて実家に戻ったらしい。ソンミンに惹かれる。
チョ・ジナ
演 - オ・ジョウン
ヘリンとスンハの勤める病院の看護師。スンハに片思いをしている。かなり明るい性格。
ユ・ウジン
演 - パク・ヒョンジュン
ヘリンの元婚約者。交通事故で死去。どうやら純粋だったらしい。ヘリンのアレルギーのために、花専門のカメラマンに。住民登録番号は1057311。
マ・ジフン
演 - イム・デホ
ソンミンの部下。ガラス工場の息子。
チョン・ジュノ
演 - パク・イナン
ヘリンの父。牧場を経営。娘を溺愛する。娘の自慢がもっぱらの楽しみ。ヘリンを心配するあまり、最初は生命リスクの大きい軍人のソンミンよりも医者であるスンハと結ばせようと思っていたが…
チャンホ
演 - イ・ウォンジェ
ヘリンの実家の牧場の使用人。ヘリンの父親とは数十年来の付き合いになり、気心が知れている。
チ・ファジャ / ジェヒョンの母
演 - チェ・ラン
海軍の庁舎の前にある雑貨店の店主。女手ひとつでジョンヒョンを育てる。口は悪いがやさしい。
イ・マノ
演 - チョン・ミョンファン
海軍中佐。ソンミン達の上に就く編隊長。外出時にはいつも、ジェヒョンの実家の雑貨店に、板チョコを2枚買って帰る。バツ1．ソンミンの父と親しかったらしく、スジンを娘のように可愛がっている。
ミエ（♀）
チョ看護師の友達。かつてスンハと同じ病院に勤めていたが、ある事件をきっかけに別の病院に移動した。

## スタッフ
- 企画：イ・ジョンハン
- 脚本：ソ・ヒジョン
- 演出：ムン・ジョンス、チョ・ナムグク
- 撮影：ビョン・ジョンフン、ユ・ジョンソン

## 韓国国外での放送

### 日本
日本語吹替
- カン・ソンミン：真殿光昭[1]
- チョン・ヘリン：日野由利加[1]
- キム・ジェヒョン：鈴木正和[1]
- カン・スジン：中村千絵[1]
- イ・スンハ：花輪英司[1]